# Cabo Beltrán
Cabo Beltrán är en udde i Antarktis. Den ligger i Västantarktis. Argentina, Chile och Storbritannien gör anspråk på området.
Terrängen inåt land är varierad. Havet är nära Cabo Beltrán åt nordost. Trakten är obefolkad.